# Cajus Julius Caesar
Cajus Julius Caesar er en italiensk stumfilm fra 1914 af Enrico Guazzoni.

## Medvirkende
- Amleto Novelli som Julius Caesar
- Bruto Castellani som Vercingetorix
- Irene Mattalia som Servilia
- Ignazio Lupi som Pompeius
- Augusto Mastripietri som Catone